# Luigi Orione
Luigi Orione (Pontecurone, Itàlia, 23 de juny de 1872 – San Remo, 12 de març de 1940), fou un sacerdot catòlic italià, fundador de la congregació religiosa Petita Obra de la Divina Providència, els membres de la qual són coneguts també com a orionins, orionistes o orionites.

## Biografia
Era el quart fill de Vittorio Orione i Carolina Feltri. Presa la seva decisió de ser sacerdot, va ingressar al convent franciscà de Voghera i més tard a l'oratori de Valdocco dels salesians, on conegué el que seria sant Joan Bosco el 1886. Després va estudiar al seminari de Tortona (1889), on va conèixer el també canonitzat Gaietà Catanoso. Fou ordenat sacerdot el 13 d'abril de 1895.
Com a sacerdot, tenia predilecció per ajudar els nens pobres perquè poguessin estudiar; per cobrir-ne la necessitat va fundar la Petita Obra de la Divina Providència el 1902 i la congregació de les Petites Missioneres de la Caritat (1915), el mateix any que es va obrir el primer Cottolengo a Itàlia, al que en seguirien més. Va ajudar els ciutadans que van patir diversos terratrèmols com el de Messina del (1908). Orione també va fundar congregacions contemplatives com els Eremites de la Divina Providència (1899) i Germans de la Divina Providència (1904) i les Germanes Sacramentines No Vidents (1927), en les que va admetre persones cegues, fet gens habitual llavors.
Després viatjà a Amèrica del sud l'any 1921 i el 1934, i va viure al Brasil, Uruguai, Argentina i Xile. El 1931 el Santuari de Nostra Signora della Guardia a Tortona.

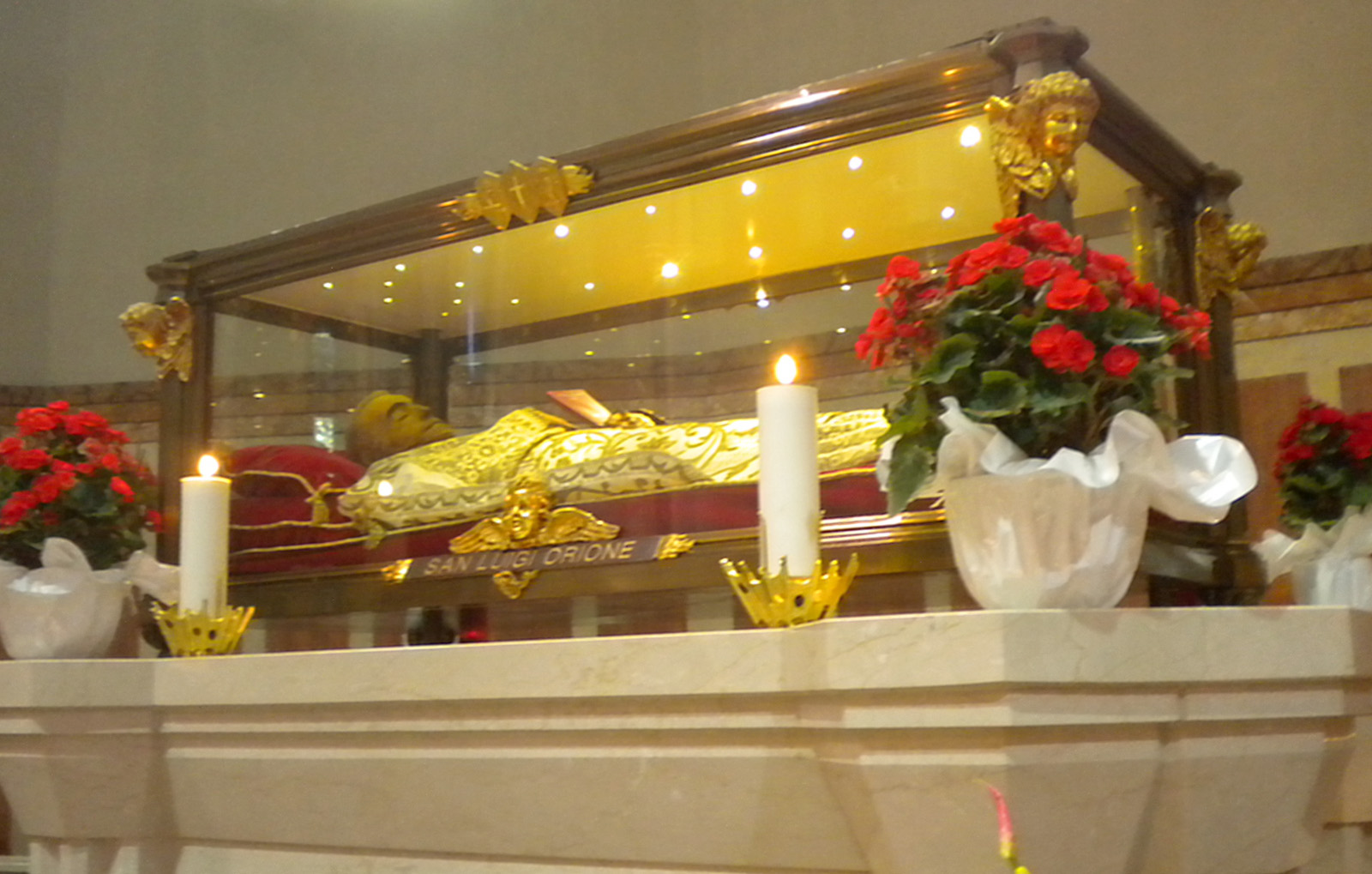
Cos de sant Lluís Orione a Tortona

En morir, el 12 de març de 1940, tenia una gran notorietat Fou beatificat pel papa Joan Pau II el 26 d'octubre de 1980 i canonitzat pel mateix papa el 16 de maig de 2004.
El 29 d'agost del 2000 el seu cor es va traslladar al Cottolengo del barri Don Orione de la ciutat de Claypole, a l'Argentina, un lloc de peregrinació. El seu cos reposa al santuari de Nostra Signora della Guardia a Tortona, Itàlia.